# Epic Mickey 2: The Power of Two
Epic Mickey 2: The Power of Two (Brasil: Epic Mickey 2: Poder em Dobro / Portugal: Epic Mickey: O Regresso dos Heróis) é um jogo eletrônico de gênero plataforma do personagem Mickey e de seu novo aliado e amigo, Oswaldo. O jogo, diferente de seu antecessor, foi lançado para Wii, PS3, Xbox 360 e Wii U no dia 18 de Novembro de 2012 na América do Norte. A versão para PS Vita foi lançada para 18 de Junho de 2013. Ele foi disponibilizado para computadores na Steam em 6 de outubro de 2014. Ele é o primeiro jogo da série a ser jogado em modo multiplayer de dois jogadores, além de conter um epilogo e versões em HD (exceto para Wii).

## História
Após os acontecimentos de Epic Mickey, o Cientista Maluco volta para Wasteland, alegando que tinha mudado e que agora, queria ajudar os moradores a reconstruir a cidade. Contudo, não são todos que acreditam na nova personalidade do ex-vilão, logo, Gus e Hortência, decidem chamar Mickey de volta para Wasteland, para que ele ajude a descobrir a causa dos terremotos no local e desvendar os planos e intenções do Cientista Maluco.
A história é dividida em 3 capítulos, cada um com um chefe diferente. Além disso, os finais de Epic Mickey 2 são diferentes uns dos outros, tudo depende da forma que você derrota os chefes, resolve tarefas e passa pelos níveis, sendo assim, um final pode alternar-se entre bom ou ruim. Após derrotar o último chefe, cabe ao jogador explorar Wasteland num capítulo denominado como "Epílogo". 

## Jogabilidade
O jogo foi produzido, além do já esperado Nintendo Wii, para os outros consoles de 7ª geração: Playstation 3 e Xbox 360. Contudo, foi lançada uma versão de ultima hora para o Wii U, além de uma versão para PS Vita. A notabilidade do jogo resolveu um dos maiores problemas do primeiro game da série: a câmera, que agora está mais fácil de ser utilizada, contudo, a inteligência artificial do game foi afetada com isso e os erros foram corrigidos na versão do PS Vita.
Esse é o primeiro jogo onde Oswald é controlável pelo jogador, enquanto Mickey sempre será o 1º jogador, Oswald sempre será o 2º, ou controlado pela máquina. As tarefas são basicamente escolher um caminho para completá-las, enquanto um caminho é curto e traz recompensas maiores, o outro fornece mais afinidade com os personagens e algumas recompensas valiosas, além de jeitos mais fáceis de prosseguir na história. Usar a tinta ou thinner para resolver os enigmas é uma tarefa que continua.
Ele foi anunciado para ter dublagens em português do brasil, contudo, a Disney cancelou a dublagem de ultima hora, se limitando a legendas em português e áudio em inglês. Contudo, no dia 1 de maio de 2023, o usuário do fórum romhacking.net.br, rubinho146, descobriu nos arquivos do jogo, as cutscenes completamente dubladas em português brasileiro e conseguiu recolocá-las e torná-las ativas na versão de PC. 

## Recepção
Epic Mickey 2: The Power of Two não foi tão bem recebido pela critica como esperado, sendo que a versão mais elogiada foi a do próprio Nintendo Wii.
O site Baixaki Jogos elogiou o jogo ao dizer sobre os elementos da Disney presentes no jogo, gráficos em HD, o modo cooperativo do jogo e o uso do PS Move, falando que "Utilizar o Move para controlar os heróis flui bem e até mesmo a câmera se ajusta de maneira eficiente na maioria das vezes". Contudo, o site criticou a inteligência artificial, os ângulos da câmera escolhidos e a forma vaga da qual as missões são dadas no jogo, dizendo que "Quem estiver decidido a completar a aventura de Epic Mickey pode se preparar para quebrar a cabeça em diversos momentos". O IGN recomendou o jogo para quem realmente é fã da Disney, falando que "apenas os mais fanáticos pela Disney vão querer jogar de novo", e ainda elogiou os gráficos e disse que o jogo funciona muito melhor com um amigo controlando Oswald, mas ainda questionou alguns erros visíveis, como os objetivos repetitivos, os problemas da câmera e que não existe resposta da inteligencia artificial.
A melhor analise foi pelo Gamespot elogiou a história rica e suas musicas cantadas, além de elogiar os gráficos do jogo e dizer que a história "tem números musicais que dão vida e um vibre alegre ao jogo". Mas falou que Oswald não tem utilidade no jogo e que quando controlado pela maquina, isso só tende a piorar. O site classificou a versão para Wii, como a melhor lançada.
O Gameinfromer elogiou os elementos Disney icônicos, os designs em HD e os niveis em 3D do jogo, e que o sistema de tinta e diluente ainda é divertido. Mas falou que a inteligencia artificial é totalmente inútil no jogo e que usar o controle remoto de Oswald é menos interessante que a de usar o pincel, e que a não há muito para fazer no jogo, sendo que tarefas em locais escondidos são opcionais.
O Videogamer questionou a falta de escuridão e a parte sombria do mundo, falando que a história e os personagens não eram tão marcantes e ainda questionou os controles, dizendo que "ficaria surpreso com um terceiro jogo". Contudo, ele ainda elogiou a versão para Wii como a melhor e dizendo que a mecânica de tinta e diluente ainda funciona bem. A Gamesradar criticou o fato de somente o Cientista Maluco cantar no game e disse que isso é imemorável, a inteligencia artificial foi outra vez alvo de criticas, junto com a câmera.As belas paisagens do jogo foram elogiadas, junto com as habilidades paralelas de cada personagem, mas completou falando que o game, é menos extravagante que o original.
O Eurogamer de uma nota quatro de dez, criticando a história e classificando Oswald como um personagem "não necessário" ou "que suas habilidades fazem o segundo jogador, se sentir enganado", além de voltar a questionar a qualidade da câmera e classificando como "um jogo para crianças". O único motivo para jogar dito na analise foram as texturas em HD disponiveis para Playstation 3 e Xbox 360 e disse que os lugares, como Autotopia e Bog Easy, também são lugares de bom design e que vale a pena explorar seus níveis. A Gamesradar criticou o fato de somente o Cientista Maluco cantar no game e disse que isso é imemorável, a inteligencia artificial foi outra vez alvo de criticas, junto com a câmera.As belas paisagens do jogo foram elogiadas, junto com as habilidades paralelas de cada personagem, mas completou falando que o game, é menos extravagante que o original.